# 保罗·舍费尔
保罗·舍费尔·施奈德（西班牙语：Paul Schäfer Schneider，1921年12月4日—2010年4月24日） 是一名来自德国的秘密公社“尊严之家”的头目，该组织有大约300名德裔智利人组成，后更名为巴伐利亚山庄（西班牙语：Villa Baviera）。该组织于1961年创立，2005年被解散，后被确认为是邪教组织。1973年皮诺切特军事独裁政权建立后，公社伙同军政府秘密处决智利大量持不同政见者，并且谢弗还参与走私军火。此外谢弗对公社成员实行极权统治，并且肆意侵犯儿童。皮诺切特政权倒台后，公社的内幕被曝光，经过多次调查取证，谢弗被裁定有罪。他藏匿地下生活长达8年，后来在监狱里度过了自己余生最后5年。